# Presidencia Roque Sáenz Peña
Presidencia Roque Sáenz Peña ou simplement Sáenz Peña, est une ville de la province du Chaco, en Argentine, et le chef-lieu du département de Comandante Fernández. Elle et située à 162 km au nord-ouest de Resistencia. Sa population s'élevait à 76 794 habitants en 2001, ce qui en faisait la deuxième ville de la province.
Généralement appelée Sáenz Peña, il s'agit d'une ville réputée pour ses eaux thermales, qui constituent sa principale attractivité.

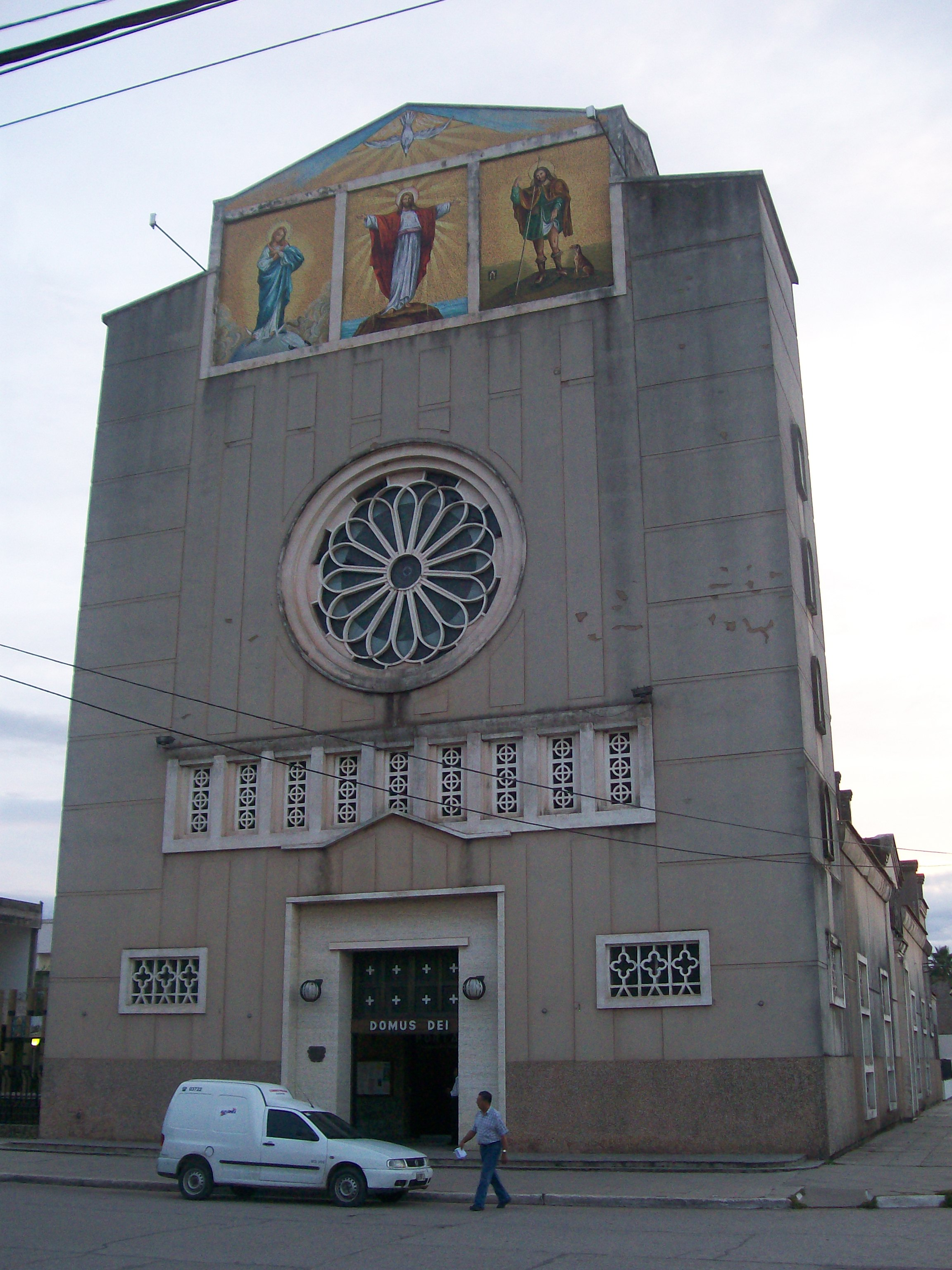
La cathédrale.

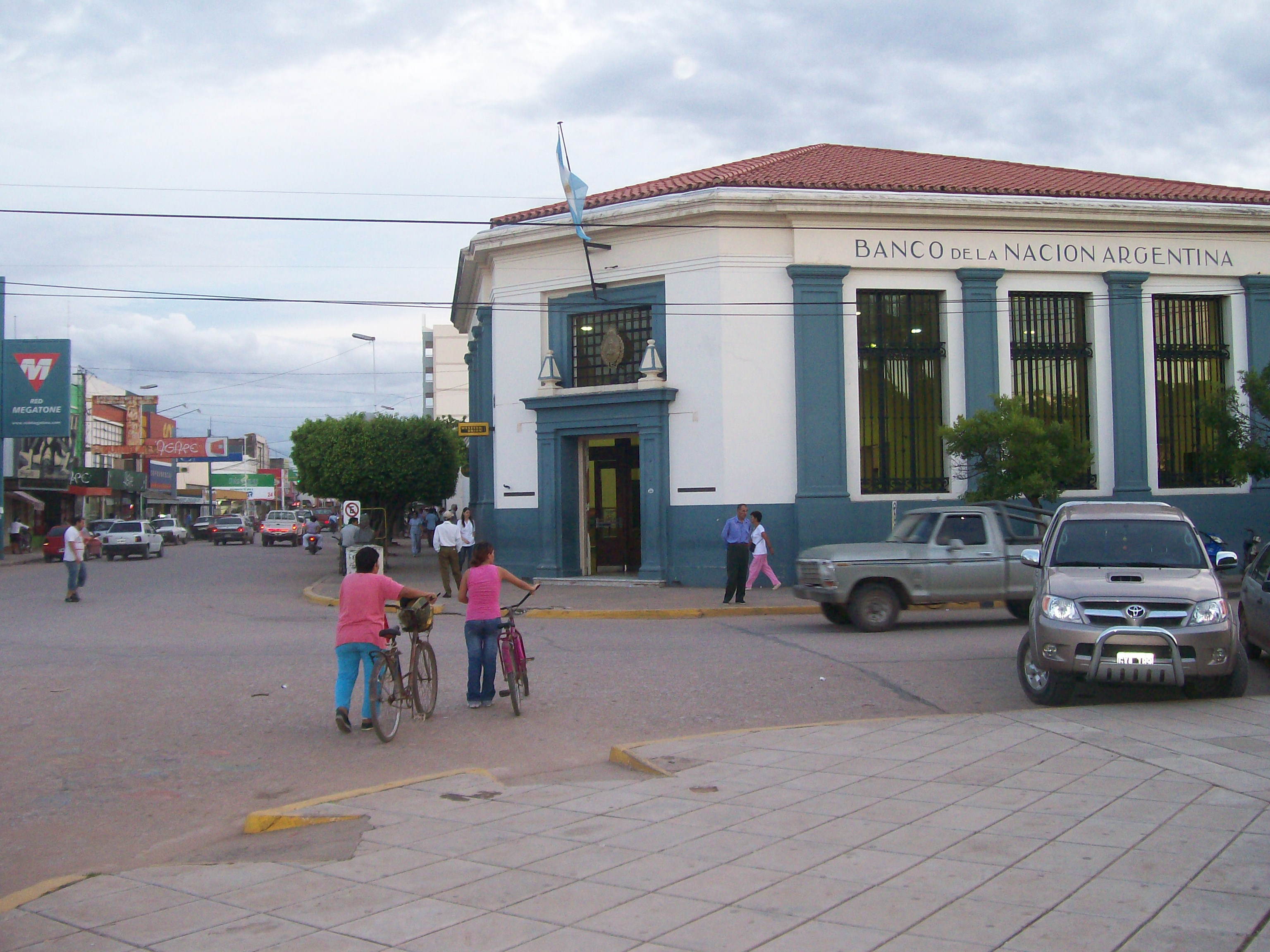
Rue commerçante de la ville.